# Jack London

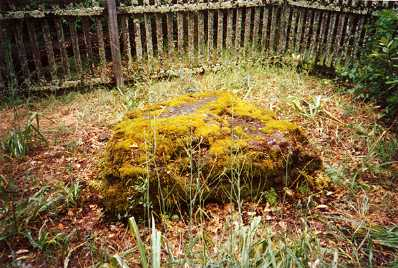
Jack Londons och hans fru Charmians grav.

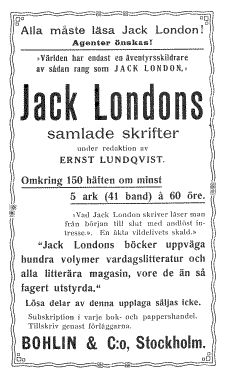
Förlagsreklam från Bohlin & Co.

John Griffith ”Jack” London, ursprungligen Chaney, född 12 januari 1876 i San Francisco, Kalifornien, död 22 november 1916 i Glen Ellen, Kalifornien, var en amerikansk författare.

## Biografi
Jack London prövade i sin ungdom på ett flertal yrken, bland annat tidningspojke, hamnarbetare, cowboy och guldgrävare. Under rysk-japanska kriget 1904–05 var han korrespondent för Hearstpressen. Han vandrade på sin fritid runt i USA och Kanada och vistades också mycket på Hawaii. 
Jack London gifte sig två gånger, först med Bess Maddern i april år 1900, och sedan med Charmian Kittredge 1905, endast en dag efter att han skilt sig från Maddern.
Han hade själv varit luffare, sjöman och guldgrävare innan han blev författare, och många av hans böcker utspelar sig i vildmarken eller på havet. Hans mest kända roman är Skriet från vildmarken (The Call of the Wild, 1903), som handlar om en hund som mot sin vilja blir tagen från det soliga Santa Clara Valley i Kalifornien och blir draghund i ett hundspann i Klondike. Ett par andra kända böcker är Varg-Larsen, som handlar om en hårdför sälfångare, samt Martin Eden, som är en självbiografisk roman.
Jack London var mycket produktiv och hann, trots sitt korta liv, med att skriva totalt 49 romaner och många noveller. Som författare blev han oerhört framgångsrik, och fler än 200 översättningar till svenska av hans verk har gjorts. Det finns två sidor av den litteräre Jack London: dels den samhällskritiska, dels den vildmarksberättande. Det är som den senare som den största framgången kom.
Jack Londons död är omdiskuterad och det finns misstankar om självmord med en överdos morfin. Jack Londons alkoholmissbruk är också något som kan ha varit en bidragande faktor till hans förtidiga död.[källa behövs]

## Eftermäle
Martin Eden, Tvångströjan och Järnhälen brändes under bokbålen runt om i Nazityskland 1933.
Asteroiden 2625 Jack London är uppkallad efter honom.
År 1943 gjordes det en film om hans liv med titeln Jack London. Där spelas han av Michael O'Shea.
Han dyker även upp i Star Trek The Next Generation, avsnitt 1, säsong 6, då huvudrollsinnehavarna träffar en ung Jack London under en tidsresa till 1800-talets San Francisco.

## Översättningar
På svenska språket har Jack London inte bara många läsare, utan också flera översättare. Bidragande till detta var att USA fram till 1976 stod utanför Bernkonventionen om upphovsrätt och för amerikanska böcker före 1909 gällde i Sverige bara tio års upphovsrätt. Trots att förläggaren Karl Johan Bohlin var först ute och försökte skapa ensamrätt, dröjde det inte länge innan andra förlag tog sig in på marknaden. De mest produktiva svenska Londonöversättarna är Mathilda Drangel (1847-1931), Ernst Lundquist (1851-1938) och Algot Sandberg (1865-1922).
Som exempel kan nämnas Skriet från vildmarken som översattes först av Mathilda Drangel (1907, Bohlins förlag (9:e upplagan 1925; senare omnämnd som bemyndigad översättning) och åter av Ernst Grafström (1914, med titeln När vildmarken kallar), Tom Wilson (1916), Anders Saxon (1919, med titeln När vildmarken kallar), Hans G. Westerlund (1947), Ernst Ekwall (1948), Olov Jonason (1959), Brita och Alf Agdler (1963), Gustav Sandgren (1966), Kerstin och Olle Backman (1988), Ingalill Behre (1989) samt Maj Bylock (1999).
Konstnärerna bakom de illustrerade utgåvorna är nästan lika många.

## Bibliografi

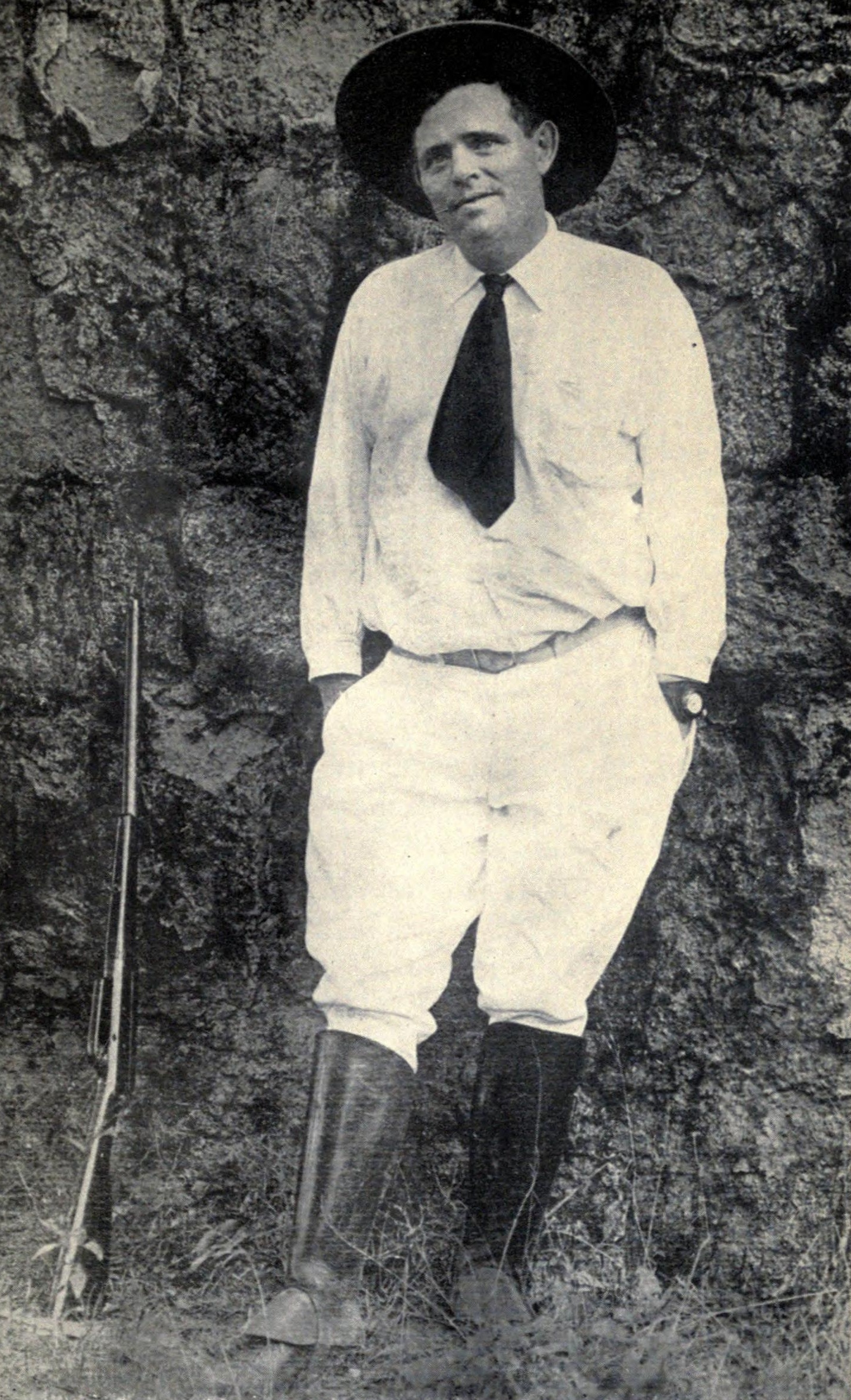
Jack London 1916, sex dagar före sin död.